# Lista de episódios de Lab Rats
Abaixo, uma lista de episódios da série original do Disney XD, Lab Rats que encontra-se em produção.

## Resumo
| Temporada | Temporada | Episódios | Exibição original       | Exibição original      | Exibição no Brasil   | Exibição no Brasil    | Exibição em Portugal | Exibição em Portugal |
| Temporada | Temporada | Episódios | Estreia                 | Final                  | Estreia              | Final                 | Estreia              | Final                |
| --------- | --------- | --------- | ----------------------- | ---------------------- | -------------------- | --------------------- | -------------------- | -------------------- |
|           | 1         | 20        | 27 de fevereiro de 2012 | 5 de novembro de 2012  | 12 de agosto de 2012 | 9 de novembro de 2012 | 16 de junho de 2012  | 5 de janeiro de 2013 |
|           | 2         | 25        | 25 de fevereiro de 2013 | 13 de janeiro de 2014  | 29 de abril de 2013  | 29 de maio de 2014    | 27 de junho de 2014  | 10 de julho de 2015  |
|           | 3         | 26        | 17 de fevereiro de 2014 | 5 de fevereiro de 2015 | 5 de junho de 2014   | 14 de maio de 2015    | por anunciar         | por anunciar         |
|           | 4         | 26        | 18 de março de 2015     | 3 de fevereiro de 2016 | 3 de julho de 2015   | por anunciar          | 1 de junho de 2020   | por anunciar         |

## Episódios

### 1.ª Temporada (2012-13)
| #.  | #   | Títulos                                                            | Estreia original        | Estreia em português                                    | Código de produção | Audiência E.U.A. em milhões |
| --- | --- | ------------------------------------------------------------------ | ----------------------- | ------------------------------------------------------- | ------------------ | --------------------------- |
| 1–2 | 1–2 | "Esmaga, Tritura e Queima (PT)" "Crush, Chop and Burn"             | 27 de fevereiro de 2012 | 12 de agosto / 18 de agosto de 2012 16 de junho de 2012 | 101–102            | 4,6                         |
| 3   | 3   | "Aplicação de Comando (PT)" "Commando App"                         | 5 de março de 2012      | 19 de agosto de 2012 23 de junho de 2012                | 103                | 4,2                         |
| 4   | 4   | "O Espetáculo de Leo (PT)" "Leo's Jam"                             | 12 de março de 2012     | 25 de agosto de 2012 30 de junho de 2012                | 105                | 4,1                         |
| 5   | 5   | "Ratos num Comboio (PT)" "Rats on a Train"                         | 19 de março de 2012     | 1 de setembro de 2012 14 de julho de 2012               | 107                | 4,4                         |
| 6   | 6   | "O Exoesqueleto Contra Avó (PT)" "Exoskeleton vs. Grandma"         | 30 de abril de 2012     | 26 de agosto de 2012 7 de julho de 2012                 | 106                | 3,4                         |
| 7   | 7   | "Esperto e Mais Esperto (PT)" "Smart and Smarter"                  | 23 de abril de 2012     | 22 de setembro de 2012 25 de agosto de 2012             | 110                | 3,8                         |
| 8   | 8   | "O Fracasso do Aniversário Biónico (PT)" "Bionic Birthday Fail"    | 7 de maio de 2012       | 16 de setembro de 2012 18 de agosto de 2012             | 111                | 3,2                         |
| 9   | 9   | "A Espiral da Morte (PT)" "Death Spiral Smackdown"                 | 7 de junho de 2012      | 2 de setembro de 2012 21 de julho de 2012               | 108                | 3,0                         |
| 10  | 10  | "Empresta-me o Helicóptero? (PT)" "Can I Borrow the Helicopter?"   | 14 de junho de 2012     | 9 de setembro de 2012 4 de agosto de 2012               | 112                | 3,7                         |
| 11  | 11  | "Vindo do Futuro (PT)" "Back From the Future"                      | 21 de junho de 2012     | 30 de setembro de 2012 15 de setembro de 2012           | 116                | 4,3                         |
| 12  | 12  | "Chip Switch (PT)" "Chip Switch"                                   | 28 de junho de 2012     | 23 de setembro de 2012 1 de setembro de 2012            | 119                | 4,8                         |
| 13  | 13  | "Drone Sozinho (PT)" "Drone Alone"                                 | 5 de julho de 2012      | 15 de setembro de 2012 11 de agosto de 2012             | 114                | 2,9                         |
| 14  | 14  | "Guerra de Tarefas (PT)" "Chore Wars"                              | 12 de julho de 2012     | 8 de setembro de 2012 28 de julho de 2012               | 109                | 2,4                         |
| 15  | 15  | "Amigo, Onde Está o Meu Laboratório? (PT)" "Dude, Where's My Lab?" | 16 de julho de 2012     | 29 de setembro de 2012 8 de setembro de 2012            | 115                | 2,7                         |
| 16  | 16  | "Air Leo (PT)" "Air Leo"                                           | 8 de outubro de 2012    | 6 de novembro de 2012 15 de dezembro de 2012            | 117                | 3,6                         |
| 17  | 17  | "Noite do Vírus Morto Vivo (PT)" "Night of the Living Virus"       | 15 de outubro de 2012   | 5 de novembro de 2012 8 de dezembro de 2012             | 104                | 3,3                         |
| 18  | 18  | "Missão Invisível (PT)" "Mission Invisible"                        | 22 de outubro de 2012   | 7 de novembro de 2012 22 de dezembro de 2012            | 113                | 3,6                         |
| 19  | 19  | "Concerto Virtual (PT)" "Concert in a Can"                         | 29 de outubro de 2012   | 8 de novembro de 2012 29 de dezembro de 2012            | 118                | 3,8                         |
| 20  | 20  | "Missão: Espaço (PT)" "Mission: Space"                             | 5 de novembro de 2012   | 9 de novembro de 2012 5 de janeiro de 2013              | 120                | 3,8                         |

### 2.ª Temporada (2013-14)
No dia 17 de maio de 2012 Lab Rats foi renovado para a segunda temporada.
| #.    | #     | Títulos                                                                             | Estreias                                                               | Código de produção | Audiência E.U.A. em milhões |
| ----- | ----- | ----------------------------------------------------------------------------------- | ---------------------------------------------------------------------- | ------------------ | --------------------------- |
| 21    | 1     | "Preso na Velocidade (PT)" Speed Trapped"                                           | 25 de fevereiro de 2013 29 de abril de 2013 27 de junho de 2014        | 201                | 4,0                         |
| 22    | 2     | "Super Mosca (PT)" Spy Fly"                                                         | 4 de março de 2013 30 de abril de 2013 4 de julho de 2014              | 202                | 3,7                         |
| 23    | 3     | "Falhar a Missão (PT)" Missin' the Mission"                                         | 11 de março de 2013 1 de maio de 2013 11 de julho de 2014              | 203                | 3,4                         |
| 24    | 4     | "Em Quarentena (PT)" Quarantined"                                                   | 18 de março de 2013 2 de maio de 2013 18 de julho de 2014              | 204                | 3,6                         |
| 25    | 5     | "Clube de Combate Robótico (PT)" Robot Fight Club"                                  | 25 de março de 2013 6 de maio de 2013 25 de julho de 2014              | 205                | 3,6                         |
| 26    | 6     | "Mano a Menos (PT)" Bro Down"                                                       | 1 de abril de 2013 29 de julho de 2013 17 de outubro de 2014           | 206                | 3,9                         |
| 27    | 7     | "Os Ratos Contra-Atacam (PT)" The Rats Strike Back"                                 | 8 de abril de 2013 30 de julho de 2013 1 de agosto de 2014             | 207                | 3,0                         |
| 28    | 8     | "Universo Paralelo (PT)" "Parallel Universe"                                        | 17 de junho de 2013 31 de julho de 2013 8 de agosto de 2014            | 208                | 3,7                         |
| 29    | 9     | "O Spike Tem Talento (PT)" "Spike's Got Talent"                                     | 24 de junho de 2013 1 de agosto de 2013 15 de agosto de 2014           | 209                | 3,8                         |
| 30    | 10    | "Leo Contra Mal (PT)" "Leo vs Evil"                                                 | 24 de junho de 2013 5 de agosto de 2013 22 de agosto de 2014           | 210                | 3,6                         |
| 31    | 11    | "Buraco à Primeira (PT)" "Hole In One"                                              | 1 de julho de 2013 1 de novembro de 2013 7 de novembro de 2014         | 211                | 3,7                         |
| 32    | 12    | "Fora a Carrinha (PT)" "Trucked Out"                                                | 8 de julho de 2013 8 de novembro de 2013 14 de novembro de 2014        | 212                | 3,2                         |
| 33    | 13    | "O Biónico 500 (PT)" "The Bionic 500"                                               | 22 de julho de 2013 15 de novembro de 2013 28 de novembro de 2014      | 213                | 3,3                         |
| 34–35 | 14–15 | "O Confronto Biónico (PT)" "Bionic Showdown"                                        | 5 de agosto de 2013 29 de novembro de 2013 2 de janeiro de 2015        | 214/215            | 4,4                         |
| 36    | 16    | "Limpeza à Memória (PT)" "Memory Wipe"                                              | 19 de agosto de 2013 22 de novembro de 2013 9 de janeiro de 2015       | 216                | 2,5                         |
| 37    | 17    | "AVALANCHE! (PT)" "Avalanche"                                                       | 16 de setembro de 2013 7 de fevereiro de 2014 30 de janeiro de 2015    | 217                | 2,6                         |
| 38    | 18    | "Adam a Multiplicar (PT)" "Adam Up"                                                 | 23 de setembro de 2013 14 de fevereiro de 2014 6 de fevereiro de 2015  | 218                | 2,9                         |
| 39    | 19    | "O Drama Do Lama (PT)" "Llama Drama"                                                | 30 de setembro de 2013 21 de fevereiro de 2014 27 de fevereiro de 2015 | 219                | 2,3                         |
| 40    | 20    | "A Assombração no Liceu de Mission Creek (PT)" "The Haunting of Mission Creek High" | 14 de outubro de 2013 31 de outubro de 2013 22 de outubro de 2014      | 220                | 3,3                         |
| 41    | 21    | "Perry 2.0 (PT)" "Perry 2.0"                                                        | 11 de novembro de 2013 28 de fevereiro de 2014 13 de março de 2015     | 221                | 2,8                         |
| 42    | 22    | "O Meu Pequeno Irmão (PT)" "My Little Brother"                                      | 18 de novembro de 2013 15 de maio de 2014 27 de março de 2015          | 222                | 2,4                         |
| 43    | 23    | "Obrigado Pelas Partidas (PT)" "Prank You Very Much"                                | 25 de novembro de 2013 8 de maio de 2014 10 de julho de 2015           | 223                | 2,4                         |
| 44    | 24    | "A Missão Antes do Natal (PT)" "Twas The Mission Before Christmas"                  | 2 de dezembro de 2013 24 de dezembro de 2013 12 de dezembro de 2014    | 224                | 3,0                         |
| 45    | 25    | "Trent Acaba a Escola (PT)" "Trent Gets Schooled"                                   | 6 de janeiro de 2014 22 de maio de 2014 3 de abril de 2015             | 225                | 3,5                         |
| 46    | 26    | "Não Podemos Voltar Atrás (PT)" "No Going Back"                                     | 13 de janeiro de 2014 29 de maio de 2014 13 de junho de 2015           | 226                | 3,2                         |

### 3.ª Temporada (2014-15)
Em 26 de julho de 2013 Lab Rats foi renovado para a terceira temporada.
Estreou a 19 de abril de 2017 no Disney On Demand Portugal.
| #.    | #     | Títulos                                                                | Estreias                                                                     | Código de produção | Audiência E.U.A. em milhões |
| ----- | ----- | ---------------------------------------------------------------------- | ---------------------------------------------------------------------------- | ------------------ | --------------------------- |
| 47–48 | 1–2   | "Naufragar ou Nadar (PT)" Sink or Swim"                                | 17 de fevereiro de 2014 5 de junho e 12 de junho de 2014 19 de abril de 2017 | 301-302            | 3,7                         |
| 49    | 3     | "O Micro Jato (PT)" The Jet-Wing"                                      | 24 de fevereiro de 2014 19 de junho de 2014 20 de abril de 2017              | 303                | 3,7                         |
| 50    | 4     | "Missão: Liceu de Mission Creek (PT)" Mission: Mission Creek High"     | 3 de março de 2014 26 de junho de 2014 20 de abril de 2017                   | 304                | 3,1                         |
| 51    | 5     | "Não Digas Nada à Mãe (PT)" Zip It"                                    | 10 de março de 2014 3 de julho de 2014 4 de maio de 2017                     | 305                | 3,2                         |
| 52    | 6     | "Um Telemóvel Pouco Inteligente (PT)" Not So Smart Phone"              | 24 de março de 2014 10 de julho de 2014 5 de maio de 2017                    | 306                | 3,3                         |
| 53    | 7     | "Agitar as Esferas (PT)" Scramble the Orbs"                            | 7 de abril de 2014 17 de julho de 2014 5 de maio de 2017                     | 307                | 3,9                         |
| 54    | 8     | "Uma Diretora de Outro Planeta (PT)" Principal From Another Planet"    | 14 de abril de 2014 24 de julho de 2014 4 de julho de 2017                   | 308                | 3,6                         |
| 55    | 9     | "Atacados (PT)" Taken"                                                 | 21 de abril de 2014 2 de setembro de 2014 19 de maio de 2017                 | 309                | 3,7                         |
| 56    | 10    | "Três Menos Bree (PT)" Three Minus Bree"                               | 30 de junho de 2014 3 de setembro de 2014 20 de maio de 2017                 | 310                | 3,0                         |
| 57    | 11    | "Qual dos Pais Sabe Melhor? (PT)" Which Father Knows Best?"            | 7 de julho de 2014 4 de setembro de 2014 20 de maio de 2017                  | 311                | 3,5                         |
| 58    | 12    | "O Ataque do Tubarão Ciborgue (PT)" Cyborg Shark Attack"               | 18 de julho de 2014 9 de setembro de 2014 4 de junho de 2017                 | 312                | 3,8                         |
| 59–60 | 13–14 | "Publicaste o Quê?!? (PT)" You Posted What?!?"                         | 28 de julho de 2014 10 de setembro de 2014 3 e 4 de julho de 2017            | 313-314            | 3,4                         |
| 61    | 15    | "Armados e Perigosos (PT)" Armed & Dangerous"                          | 29 de setembro de 2014 5 de janeiro de 2015 10 de julho de 2017              | 315                | 4,2                         |
| 62    | 16    | "Gladiadores Alien (PT)" Alien Gladiators"                             | 13 de outubro de 2014 12 de janeiro de 2015 3 de junho de 2017               | 316                | 3,9                         |
| 63    | 17    | "Batalha Entre Irmãos (PT)" Brother Battle"                            | 20 de outubro de 2014 19 de janeiro de 2015 4 de junho de 2017               | 317                | 4,0                         |
| 64    | 18    | "Spike, o Assustador (PT)" Spike Fright"                               | 24 de outubro de 2014 30 de outubro de 2014 10 de julho de 2017              | 318                | 3,8                         |
| 65    | 19    | "A Outra Face (PT)" Face Off"                                          | 10 de novembro de 2014 26 de janeiro de 2015 10 de julho de 2017             | 319                | 3,3                         |
| 66    | 20    | "Feliz Falhatal (PT)" Merry Glitchmas"                                 | 1 de dezembro de 2014 por anunciar de 2015 17 de julho de 2017               | 320                | 3,3                         |
| 67–68 | 21–22 | "O Erguer dos Soldados Secretos (PT)" Rise of the Secret Soldiers"     | 26 de janeiro de 2015 16 de abril de 2015 17 de julho de 2017                | 321-322            | 2,9                         |
| 69    | 23    | "A Festa Biónica (PT)" Bionic House Party"                             | 2 de fevereiro de 2015 23 de abril de 2015 1 de agosto de 2017               | 323                | 3,4                         |
| 70    | 24    | "O Primeiro Dia na Academia Biónica (PT)" First Day of Bionic Academy" | 3 de fevereiro de 2015 30 de abril de 2015 1 de agosto de 2017               | 324                | 2,87                        |
| 71    | 25    | "A Subida do Adam (PT)" Adam Steps Up"                                 | 4 de fevereiro de 2015 7 de maio de 2015 1 de agosto de 2017                 | 325                | 2,79                        |
| 72    | 26    | "A Missão Não Autorizada (PT)" Unauthorized Mission"                   | 5 de fevereiro de 2015 14 de maio de 2015 1 de agosto de 2017                | 326                | 2,98                        |

### 4.ª Temporada - Ilha Biônica (2015-16)
Em 9 de maio de 2014, Lab Rats foi renovado para a quarta temporada.
| #     | #     | Título                                                                  | Dirigido por        | Escrito por                                                  | Exibição original                                                     | Código de produção | Audiência (em milhões) |
| ----- | ----- | ----------------------------------------------------------------------- | ------------------- | ------------------------------------------------------------ | --------------------------------------------------------------------- | ------------------ | ---------------------- |
| 73–74 | 1–2   | "A Rebelião Biónica (PT)" "Bionic Rebellion"                            | Guy Distad          | Chris Peterson e Bryan Moore                                 | 18 de março de 2015 3 de julho de 2015 1 de junho de 2020             | 403-404            | 2,86                   |
| 75    | 3     | "Esquecidos (PT)" "Left Behind"                                         | Hal Sparks          | Julia Miranda                                                | 25 de março de 2015 1 de junho de 2020                                | 401                | 2,64                   |
| 76    | 4     | "Em Estado de Sítio (PT)" "Under Siege"                                 | Victor Gonzalez     | Ken Blankstein                                               | 1 de abril de 2015 1 de junho de 2020                                 | 402                | 2,66                   |
| 77    | 5     | "O Cão Biónico (PT)" "Bionic Dog"                                       | Guy Distad          | Mark Brazill                                                 | 8 de abril de 2015 24 de julho de 2015 1 de junho de 2020             | 412                | 2,79                   |
| 78    | 6     | "Missão: Mania (PT)" "Mission Mania"                                    | Jody Margonlin Hahn | Hayes Jackson                                                | 15 de abril de 2015 31 de julho de 2015 4 de setembro de 2017         | 405                | 1,59                   |
| 79    | 7     | "Simular e Manipular (PT)" "Simulation Manipulation"                    | Victor Gonzalez     | Greg Schaffer                                                | 22 de abril de 2015 7 de agosto de 2015 13 de setembro de 2017        | 406                | 1,50                   |
| 80    | 8     | "Proibido Ser Herói (PT)" "Forbidden Hero"                              | Victor Gonzalez     | Steve Joe                                                    | 1 de julho de 2015 14 de agosto de 2015 14 de setembro de 2017        | 408                | 1,33                   |
| 81    | 9     | "A Ilha Aranha (PT)" "Spider Island"                                    | Hal Sparks          | Julia Miranda                                                | 8 de julho de 2015 21 de agosto de 2015 18 de setembro de 2017        | 409                | 1,90                   |
| 82    | 10    | "Spike Contra a Spikette (PT)" "Spike vs. Spikette"                     | Victor Gonzalez     | Jason Dorris                                                 | 15 de julho de 2015 28 de agosto de 2015 19 de setembro de 2017       | 407                | 1,69                   |
| 83    | 11    | "Lab Rats Contra os Mighty Med (PT)" "Lab Rats vs. Mighty Med"          | Rich Correll        | Mark Brazill, Vincent Brown, Clayton Sakoda, e Ian Weinreich | 22 de julho de 2015 6 de janeiro de 2016 20 de setembro de 2017       | 415                | 3,77                   |
| 84    | 12    | "Elevador Espacial (PT)" "Space Elevator"                               | Hal Sparks          | Jonah Kuehner                                                | 29 de julho de 2015 8 de janeiro de 2016 21 de setembro de 2017       | 414                | 2,64                   |
| 85–86 | 13–14 | "A Ação do Herói Biónico (PT)" "Bionic Action Heroes"                   | Victor Gonzalez     | Tomas Eckelperry                                             | 5 de agosto de 2015 15 de janeiro de 2016 25 e 26 de setembro de 2017 | 410-411            | 2,97                   |
| 87    | 15    | "Um de Nós (PT)" "One of Us"                                            | Guy Distad          | Julia Miranda                                                | 12 de agosto de 2015 22 de janeiro de 2016 27 de setembro de 2017     | 416                | 3,08                   |
| 88    | 16    | "O Bob Zombie (PT)" "Bob Zombie"                                        | Guy Distad          | Hayes Jackson                                                | 30 de setembro de 2015 29 de janeiro de 2016 28 de setembro de 2017   | 417                | 2,54                   |
| 89    | 17    | "O Eddy Humano (PT)" "Human Eddy"                                       | Victor Gonzalez     | Greg Schaffer                                                | 14 de outubro de 2015 5 de fevereiro de 2016 2 de outubro de 2017     | 419                | 2,12                   |
| 90    | 18    | "A Maldição do Grito do Crânio (PT)" "The Curse of the Screaming Skull" | Victor Gonzalez     | Loni Steele Sosthand                                         | 21 de outubro de 2015 23 de outubro de 2015 13 de outubro de 2017     | 420                | 2,36                   |
| 91–92 | 19–20 | "Lab Rats: Pela Borda (PT)" "Lab Rats: On the Edge"                     | Victor Gonzalez     | Hayes Jackson e Greg Schaffer                                | 11 de novembro de 2015 3 e 4 de outubro de 2017                       | 421-422            | 2,35                   |
| 93    | 21    | "O Desafio da Bagageira (PT)" "Ultimate Tailgate Challenge"             | Guy Distab          | Greg Schaffer                                                | 2 de dezembro de 2015 dezembro de 2017                                | 413                | 2,81                   |
| 94    | 22    | "E Agora Somos Quatro (PT)" "And Then There Were Four"                  | Victor Gonzalez     | Ken Blankstein                                               | 13 de janeiro de 2016 5 de outubro de 2017                            | 418                | 2,60                   |
| 95–96 | 23–24 | "A Colónia Espacial (PT)" "Space Colony"                                | Victor Gonzalez     | Chris Peterson e Bryan Moore                                 | 20 de janeiro de 2016 9 e 10 de outubro de 2017                       | 424-425            | 3,02                   |
| 97–98 | 25–26 | "Os Desaparecidos (PT)" "The Vanishing"                                 | Victor Gonzalez     | Hayes Jackson, Greg Schaffer, Chris Peterson e Bryan Moore   | 3 de fevereiro de 2016 11 e 12 de outubro de 2017                     | 423-426            | 3,68                   |